# Mimonephelotus flavomarmoratus
Mimonephelotus flavomarmoratus är en skalbaggsart som beskrevs av Stefan von Breuning 1940. Mimonephelotus flavomarmoratus ingår i släktet Mimonephelotus och familjen långhorningar. Inga underarter finns listade i Catalogue of Life.